# Grab von Bai Bureh
Das Grab von Bai Bureh (englisch Grave of Bai Bureh, Bai Bureh Kebalai) ist seit dem 16. Mai 2016 ein Nationaldenkmal im Distrikt Port Loko in Sierra Leone. Hier liegt Bai Bureh, Herrscher und Kriegsherr der Temne und Loko, begraben.
Das Grab wird seit 2019 renoviert.